# 沉默的天使
《沉默的天使》（英語：The Alienist）是一部於TNT特納電視網播出的美国驚悚犯罪电视剧。其劇情改編自凱勒柏·卡爾創作的小說《精神病學家》。該劇定於2018年1月22日在TNT上首播，且其國際發行權由Netflix負責。第二季《沉默的天使：黑暗天使》（The Alienist: Angel of Darkness）於2020年7月19日播出。

## 劇情
故事背景設定在紐約市，1896年，紐約市發生多起可怕的謀殺案，死者多為從事性交易的年輕男妓，造成市裡人心惶惶。新上任的警長泰迪·羅斯福、醫生雷斯洛·奎斯勒與報社插畫家約翰·摩爾秘密進行謀殺案的偵查。奎斯勒是一名犯罪心理學家，專門研究精神病学。隨後，警察總部一位個性倔強的秘書莎菈·霍華德也加入了調查。

## 演員

### 主要演員
- 丹尼爾·布爾 飾演 雷斯洛·奎斯勒醫生[7]
- 路克·伊凡斯 飾演 约翰·摩尔
- 達科塔·芬妮 飾演 莎菈·霍华[8]
- 羅勃·威斯頓（英语：Robert Wisdom） 飾演 赛勒斯·蒙特罗斯[9]
- 道格拉斯·史密斯 飾演 马库斯·艾萨克森
- 馬修·希爾 飾演 卢修斯·艾萨克森[10]
- 麥特·林茲（英语：Matthew Lintz） 飾演 史蒂夫·塔格特[11]
- 布萊恩·格拉格提 飾演 西奧多·羅斯福[12]
- 欧琳卡·乔彻 飾演 玛丽·帕尔默

### 其他演員
- 泰德·拉文 飾演 托马斯·伯恩斯[13]
- 喬治·斯皮爾費爾德 飾演 亨利·沃尔夫[14]

## 製作
2015年4月， 根據《Deadline.com》報導，派拉蒙電視公司將與Anonymous Content公司合作推出《精神病學家》電視劇。同時，派拉蒙電視公司宣佈，以《阿甘正傳》獲得奧斯卡金像獎編劇艾瑞克·羅斯將擔任此劇的執行製片。並由同樣曾經獲得奧斯卡金像獎的霍辛·阿米尼擔任編劇及執行製片人。此外，也宣佈《無間警探》的導演凯瑞·福永將會指導該劇整季，并擔任执行制片人。
2015年5月，根據《綜藝》的報導，TNT預計每集花5百萬製作。2015年7月，導演兼編劇約翰·塞爾在他的部落格宣布，他會擔任其中一位編劇。2015年7月21日，克萊·卡爾宣佈他會擔任該劇的執行製作人。卡爾表示：「派拉蒙電視公司、Anonymous Content、TNT在經過12年間無數次的失敗與磨合，各方終於決定要合作製作這個題材，我很高興能夠加入這個計畫，能有機會把我曾讀過的小說，變成令人期待的電視影集。我已準備好進行這個計畫，我非常榮幸能夠擔任執行製作人，而我們有令人驚豔的製作群包括，凱瑞·福永、艾瑞克·羅斯、霍辛·阿米尼、吉娜·吉奧弗里多、E·麥克斯·弗賴伊和傳奇性的導演約翰·塞爾，决心要做什么很多人说不可能完成的工作：嘗試將克萊．卡爾 寫的《沉默的天使》改編成既具電影效果又還原歷史事實的故事。我的希望大夥一起努力，盡力達到原著粉絲心中期望的標準，我相信我會盡我所能。」
2016年9月，因為原導演的檔期衝突，導演由福永換成雅各·維爾布魯根，但福永依然擔任此劇的执行制片人。

## 集數
| 集數 | 標題                   | 導演            | 編劇                                  | 首播日期      | 美國收視人數 （百萬） |
| ---- | ---------------------- | --------------- | ------------------------------------- | ------------- | --------------------- |
| 1    | Episode One            | 雅各·維爾布魯根 | 霍辛·阿米尼                           | 2018年1月22日 | 2.09                  |
| 2    | A Fruitful Partnership | 雅各·維爾布魯根 | 霍辛·阿米尼 & E·麥斯·弗萊             | 2018年1月29日 | 1.93                  |
| 3    | Silver Smile           | 雅各·維爾布魯根 | 吉娜·吉奧弗里多                       | 2018年2月5日  | 1.64                  |
| 4    | These Bloody Thoughts  | 詹姆士·霍伊斯   | 吉娜·吉奧弗里多 & 凯瑞·福永           | 2018年2月12日 | 1.68                  |
| 5    | Hildebrandt's Starling | 詹姆士·霍伊斯   | E·麥斯·弗萊                           | 2018年2月19日 | 1.59                  |
| 6    | Ascension              | 帕可·卡貝薩斯   | E·麥斯·弗萊                           | 2018年2月26日 | 1.73                  |
| 7    | Many Sainted Men       | 帕可·卡貝薩斯   | 約翰·塞爾斯                           | 2018年3月5日  | 1.65                  |
| 8    | Psychopathia Sexualis  | 大衛·佩特拉卡   | 約翰·塞爾斯                           | 2018年3月12日 | 1.80                  |
| 9    | Requiem                | 傑米·佩恩       | 霍辛·阿米尼                           | 2018年3月19日 | 1.71                  |
| 10   | Castle in the Sky      | 傑米·佩恩       | 凯瑞·福永 & 約翰·塞爾斯 & 蔡斯·帕爾默 | 2018年3月26日 | 1.84                  |